# Gastronomía de Brandeburgo

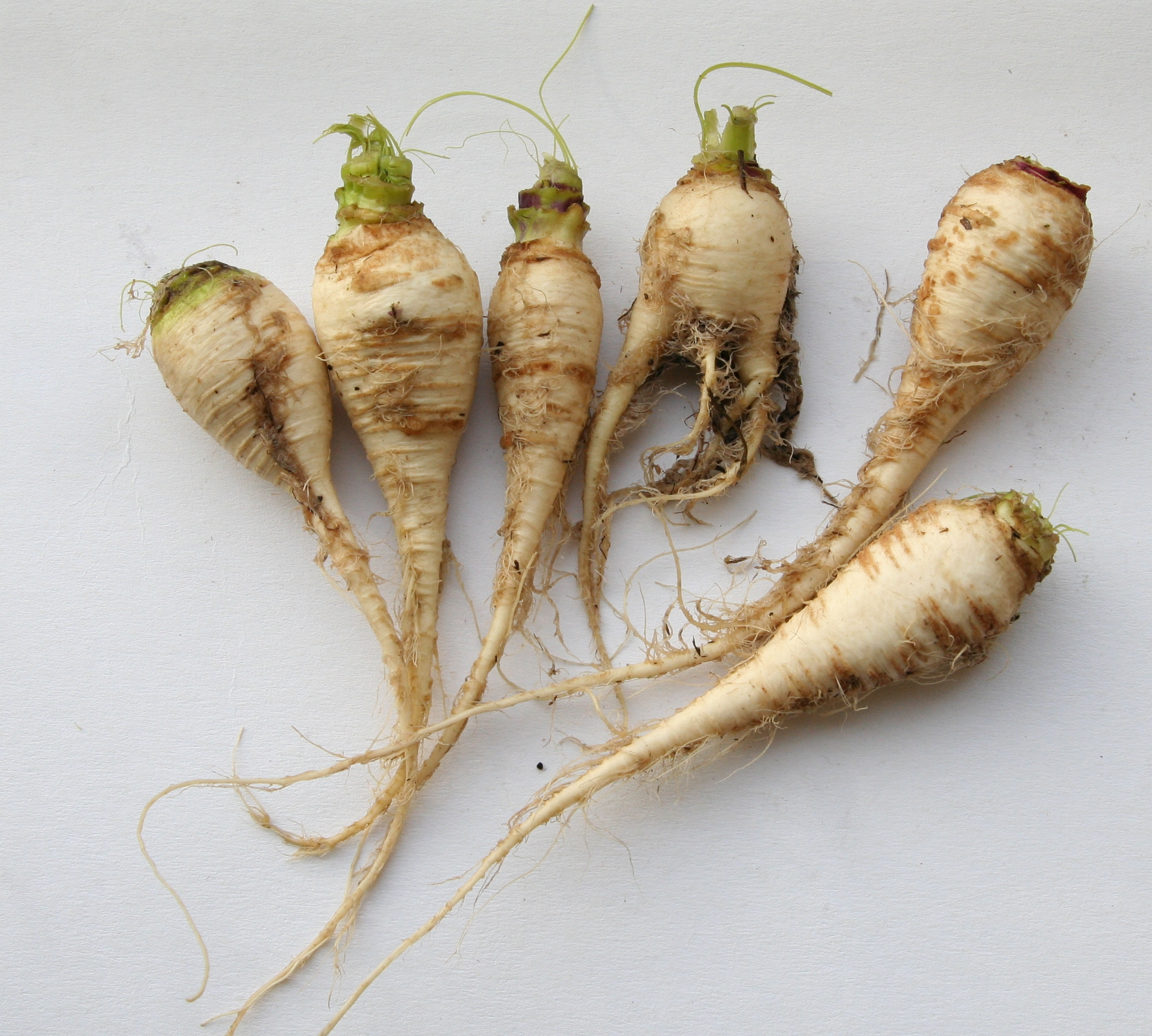
Nabos típicos de la cocina alemana (Teltower Rübchen).

La gastronomía de Brandenburgo es considerada parte fundamental de la cocina alemana. Algunos de los platos son considerados nativos de las comarcas de Brandeburgo. No obstante posee una marcada influencia de la cocina polaca.

## Ingredientes

### Pescado
Algunos de los pescados recolectados en las inmediaciones de estas regiones proceden de los lagos, tales como el hecht, lucioperca, angula y perca.

### Verduras
Son muy conocidos en la zona los espárragos de la comarca de Beelitz cultivados en los extensos campos agrícolas dedicados a propósito. Además son muy afamados una especie de nabo denominado Teltower Rübchen de la comarca de Teltow. Los platos de verano y otoño suelen incluir entre la carne de caza algunas setas, siendo las más populares: Pfifferling (Rebozuelo), y la Steinpiltz (Boletus).

## Especialidades regionales
Una de las especialidades de la región es el Plinsen, que es una forma de Pancake. Brandenburgo es muy famoso por sus tartas y postres, entre ellos está el Fürst-Pückler-Eis, Spritzkuchen desde Eberswalde y el Klemmkuchen procedente de Fläming.